# دهستان جازموریان
دهستان جازموریان، یکی از دهستان‌های بخش مرکزی شهرستان جازموریان در استان کرمان ایران است. مرکز این دهستان، روستای میاندران است.

## جمعیت
بر پایه سرشماری عمومی نفوس و مسکن در سال ۱۳۹۵، جمعیت دهستان جازموریان برابر با ۱۴٬۵۷۴ نفر بوده است.